# アロハ (映画)
『アロハ』（Aloha）は、2015年にアメリカ合衆国で公開されたコメディ映画である。監督・脚本はキャメロン・クロウ、主演はブラッドリー・クーパーとエマ・ストーンが務める。

## キャスト
※括弧内は日本語吹替（オンデマンド配信版）。
- ブライアン・ギルクレスト - ブラッドリー・クーパー（阪口周平）
- アリソン・イン - エマ・ストーン（武田華）
- トレイシー・ウッドサイド - レイチェル・マクアダムス（たなか久美）
- カーソン・ウェルチ - ビル・マーレイ（岩崎ひろし）
- ジョン・ウッドサイド - ジョン・クラシンスキー（田村真）
- レイシー大佐 - ダニー・マクブライド（丸山壮史）
- ディクソン大将 - アレック・ボールドウィン（辻親八）
- ボブ・ラージェント - ビル・キャンプ（板取政明）
- ミッチェル - ジェイデン・リーバハー（朝井彩加）
- バンピー - デニス・バンピー・カネヘレ（黒澤剛史）

## 公開
2015年5月29日に全米公開、日本では劇場公開されず、配信リリースとなった。

## 評価
レビュー・アグリゲーターのRotten Tomatoesでは167件のレビューで支持率は20%、平均点は4.30/10となった。Metacriticでは36件のレビューを基に加重平均値が40/100となった。

## その他
白人であるエマ・ストーンが、「ハワイの血が４分の１入り、父親が中国系ハーフ」という設定のアリソンを演じたことは、ホワイトウォッシングだとして非難を浴びた。また、映画の舞台のハワイは、非白人が人口の70％以上を占めるにもかかわらず登場人物の多くが白人である点も批判された。
最終的にキャメロン・クロウ監督は「配役に違和感がある、または間違いだと感じているすべての人に心から謝罪する」と謝罪するに至った。
2019年のゴールデングローブ賞授賞式で、司会のサンドラ・オーがこれを皮肉り「『クレイジー・リッチ!』は、『ゴースト・イン・ザ・シェル』と『アロハ』以来初めて、ミュージカル＆コメディ部門の作品賞にノミネートされたアジア系アメリカ人制作の映画」とジョークを言った際、笑い出す聴衆の中その場にいたエマ・ストーンが「アイムソーリー」と叫んだ。